# 菲利耶夫尔
菲利耶夫尔（法語：Fillièvres）是法国北部-加来海峡大区加来海峡省的一个市镇，属于蒙特勒伊区帕尔克县。该市镇2009年时的人口为509人。

## 人口
菲利耶夫尔人口变化图示
| 数据来源：INSEE |